# Yellow Cup Dezember 2013
Der Yellow Cup ⅩⅬⅡ (Dezember 2013) in der Schweizer Stadt Winterthur war der 42. Yellow Cup.

## Modus
In dieser Austragung spielten 4 Mannschaften im Modus «Jeder gegen jeden» mit je einem Spiel um den Cup. Bei Punktgleichheit entschied die bessere Tordifferenz, danach die Zahl der geschossenen Tore.

## Resultate

### Rangliste
| Pl. | Land     | Sp. | S | U | N | Tore    | Diff. | Punkte |
| --- | -------- | --- | - | - | - | ------- | ----- | ------ |
| 1.  | Belarus  | 3   | 2 | 0 | 1 | 084:860 | −2    | 4      |
| 2.  | Russland | 3   | 1 | 1 | 1 | 095:920 | +3    | 3      |
| 3.  | Ägypten  | 3   | 1 | 1 | 1 | 085:870 | −2    | 3      |
| 4.  | Schweiz  | 3   | 1 | 0 | 2 | 089:880 | +1    | 2      |

### Spiele
| 27. Dezember 2013 19:00 Uhr | Schweiz                 | 31:25        | Belarus                          | Eulachhalle Zuschauer: 1100 Schiedsrichter: Baumgart, Wild |
| 27. Dezember 2013 19:00 Uhr | meiste Tore: Pendic (5) | (15:17)      | meiste Tore: Siarhei Rutenka (7) | Eulachhalle Zuschauer: 1100 Schiedsrichter: Baumgart, Wild |
| 27. Dezember 2013 19:00 Uhr | Strafen: 3× 6×          | Spielbericht | Strafen: ?× 11×                  | Eulachhalle Zuschauer: 1100 Schiedsrichter: Baumgart, Wild |

| 27. Dezember 2013 21:00 Uhr | Russland     | 31:31 | Ägypten | Eulachhalle Zuschauer: 1050 |
| 27. Dezember 2013 21:00 Uhr | (13:12)      |       |         | Eulachhalle Zuschauer: 1050 |
| 27. Dezember 2013 21:00 Uhr | Spielbericht |       |         | Eulachhalle Zuschauer: 1050 |

| 28. Dezember 2013 17:00 Uhr | Ägypten      | 26:29 | Belarus | Eulachhalle Zuschauer: 950 |
| 28. Dezember 2013 17:00 Uhr | (9:11)       |       |         | Eulachhalle Zuschauer: 950 |
| 28. Dezember 2013 17:00 Uhr | Spielbericht |       |         | Eulachhalle Zuschauer: 950 |

| 28. Dezember 2013 19:00 Uhr | Schweiz                          | 31:35        | Russland                      | Eulachhalle Zuschauer: 1520 Schiedsrichter: Baumgart, Wild |
| 28. Dezember 2013 19:00 Uhr | meiste Tore: Raemy & Svajlen (5) | (16:19)      | meiste Tore: Schischkarew (5) | Eulachhalle Zuschauer: 1520 Schiedsrichter: Baumgart, Wild |
| 28. Dezember 2013 19:00 Uhr | Strafen: 3× 5×                   | Spielbericht | Strafen: ?× 3×                | Eulachhalle Zuschauer: 1520 Schiedsrichter: Baumgart, Wild |

| 29. Dezember 2013 13:30 Uhr | Schweiz                   | 27:28        | Ägypten                    | Eulachhalle Zuschauer: 1280 Schiedsrichter: Baumgart, Wild |
| 29. Dezember 2013 13:30 Uhr | meiste Tore: Graubner (5) | (16:10)      | meiste Tore: Abouebaid (7) | Eulachhalle Zuschauer: 1280 Schiedsrichter: Baumgart, Wild |
| 29. Dezember 2013 13:30 Uhr | Strafen: 3× 5×            | Spielbericht | Strafen: ?× 3×             | Eulachhalle Zuschauer: 1280 Schiedsrichter: Baumgart, Wild |

| 29. Dezember 2013 15:30 Uhr | Belarus      | 30:29 | Russland | Eulachhalle Zuschauer: 950 |
| 29. Dezember 2013 15:30 Uhr | (18:14)      |       |          | Eulachhalle Zuschauer: 950 |
| 29. Dezember 2013 15:30 Uhr | Spielbericht |       |          | Eulachhalle Zuschauer: 950 |

## Torschützenliste
Bei gleicher Anzahl von Treffern sind die Spieler alphabetisch geordnet.
| Pl. | Spieler                    | Land     | Tore |
| --- | -------------------------- | -------- | ---- |
| 1.  | Ali Mohamed                | Ägypten  | 22   |
| 2.  | Siarhei Rutenka            | Belarus  | 21   |
| 3.  | Barys Puchouski            | Belarus  | 17   |
| 4.  | Nicolas Raemy              | Schweiz  | 15   |
| 5.  | Pawel Nikolajewitsch Atman | Russland | 13   |
| 5.  | Mohamed Hashem             | Ägypten  | 13   |

## Auszeichnungen
| Auszeichnung          | Spieler                                                 | Land     |
| --------------------- | ------------------------------------------------------- | -------- |
| Attraktivster Spieler | Pawel Nikolajewitsch Atman                              | Russland |
| Bester Torhüter       | Wital Tscharapenka                                      | Belarus  |
| Fairnesspreis         | –                                                       | Schweiz  |
| Pechvogelpreis        | Mohamed Bakir El-Nakib                                  | Ägypten  |
| Besondere Verdienste  | Philipp Pipo Rüeger / Markus Höbe Haupt (Infrastruktur) | Schweiz  |